# Szalaszend
Szalaszend község Borsod-Abaúj-Zemplén vármegyében, az Encsi járásban.

## Fekvése
A Cserehát keleti, a Hernád völgyének pedig a nyugati oldalán fekszik, a Bélus-patak folyása mentén észak-déli irányban elnyúlva. Három, korábban különálló falu egyesülésével jött létre.
A közvetlenül határos települések: észak felől Fulókércs, kelet felől Novajidrány, délkelet felől Méra, délnyugat felől Encs, északnyugat felől pedig Fáj.

### Megközelítése
Csak közúton érhető el, Méra vagy Szalaszend érintésével, a 2626-os úton. Határszélét délkeleten érinti az M30-as autópálya is, de annak nincs csomópontja a határai között.

## Története

### Középkor
Három különböző, egymással határos falu, Szala és Felső- valamint Alsószend egyesítésével keletkezett település. A Szala szó indoeurópai eredetű, jelentése patak, folyóvíz, a Szend magyar eredetű, és a szem szóból képzett személynévből válhatott településnévvé. A három település ugyanazon út és az út mellett folyó patak mentén feküdt. A patak a középkorban a Ronkva vagy Ronkova nevet viselte, és csak az újkorban vált Belus- vagy Bélus patakká.
Szala első említése 1264-ből származik. István ifjabb király, aki a Dunától keletre fekvő részeken, így Abaúj vármegyében is uralkodott, ekkor adta Szend földet régi hívének, Forrói Aladár mesternek, amelyet addig a szalai nemesek birtokoltak korábbi királyi adományoknak köszönhetően, amelyeket az ifjabb király megsemmisített. 1425-ben szalai jobbágyok élték az állítólag a szomszédos Szebenyéhez – a mai Fulókércs határába olvadt elpusztult településhez – tartozó erdő egy részét. Szalához tartozott, a falu valamelyik végén fekvő Hertenyik puszta.
Így nézett ki 1481-ban az egyik szalai kisnemes birtokrésze: egy ház vagy kúria kerttel, amelyhez a szántókon, erdőkön kívül szőlő és szőlőhegyi rész is tartozott, egy lakatlanul álló, de építésre alkalmas telek, valamint a falu belsejében egy halastó építésére alkalmas hely. Szalát és a tőszomszédságában fekvő Alsószebenyét egynek vették. Ezt valószínűleg úgy kell értenünk, hogy a szalai részhez számították az alsószebenyei pusztán levő részeket is.
Szend először 1256-ban bukkan fel a forrásokban, Novaj – a mai Novajidrány – határainak leírásában, ahol a szendi nemesek birtokát említették. Ettől kezdve a falu mindig a magát Szendinek nevező, szerteágazó családok birtokában volt.
1259-ben a Szendiek két ága felosztotta egymás közt birtokát. A határok leírásából a falut is megismerjük. A határ keleten, a mérai nemesek birtokától kezdődött, egy várdombhoz ért, mezőkön keresztül haladt nyugat felé, amint elérte a Ronkva-patakot. Itt észak felé fordult, a patak menti füzesek után az észak felé tartó út – ez a mai szalaszendi utcával megegyező út – következett, egy darabon azon haladt, majd nyugatra fordult, és elérte a Kietlenaszó völgyét, ezután Papi – a mai Fájba olvadt középkori település – határa következett. E vonaltól északra fekvő terület jutott az egyik, délre levő pedig a másik félnek. A Kietlenaszót évtizedekkel később is emlegették, amikor a mai Fulókércsbe olvadt Alsószebenye egyik földdarabjának határait írták le. Azt a vízfolyást kell alatta értenünk, amely a Ronkvával nyugat felől párhuzamosan halad, Felső- és Alsószend határánál éri el a Ronkvát, a mai Bélust, és amelyet a második katonai felmérés térképén Szendi-árokként jelöltek. A Méra és Szend határán levő domb északi oldalán fekvő földvárról pedig a Zsigmond-korban beszélnek újra. Ez az osztozkodás Szend alsó részét, a későbbi Alsószendet érintette. Szalának és Szendnak nagyjából ugyanazok voltak a birtokosai. Törést csak István ifjabb király – a későbbi V. István király – 1264-es adománya jelentett. Akkor az Abaúj vármegyében komoly uradalmat szerző Forrói Aladár szerezte meg Szendet, vagy legalábbis egy részét. Aladár itteni birtokossága csak néhány esztendeig tartott, utána újfent az egyszer Szalaiaknak nevezett Szendiek kezén voltak az itteni jószágok. Szalán és Szenden sok nemes élt, a családtagok rendszeresen megosztoztak birtokaikon. Az egyik állandósult birtokrészt Izbégszendnek hívták, egy másikat pedig a Zsigmond-korban Bélusföldének. A Bélus-patak feltehetőleg e részről nyerte el a nevét. Szend valójában ikertelepülés volt. Az út és a Ronkva mellett két falu jött létre, az északi Felsőszend és a déli Alsószend. Idővel a Szendi család egyes ágai is Alsószendinek vagy Felsőszendinek nevezték magukat. A megkülönböztetéssel először 1327-ben találkozunk. Az izbégszendi részen lakó szendi nemeseket a 15. század közepén Izbégszendieknek hívták. Szend ekkor talán nem is két, hanem három részből állott. Izbégszend 1493-ban puszta volt.
A szendi nemesek idővel birtokot szereztek a vármegyében máshol is: Enyickén, Kutlinban, Fájon, Kétyen, Gibárton és Miglészen. A Szendiek rendszeresen kivették részüket a vármegyei közéletből. A lakott területtől nyugatra fekvő Piros-erdő bizonyára a hol Szalainak, hol meg Alsószendinek mondott Piros családról kapta a nevét. 1365-ben Alsószendtől délre feküdtek a művelés alatt álló ún. mezei földek. Fancsal felé eső határánál pedig egy mindmáig ott található mocsárról írtak. Más nemesi családoknak is voltak itt részeik, pl. a Husztiaknak, a Méhészieknek, a Bakófalvi Bakóknak. 1427-ben Szalán hét, Szenden tíz paraszti telket adóztattak meg a kamara haszna nevű királyi adó szedői. Az első földesuraként Szalai Piros Lászlót, a második esetben Szendi Jakabot tüntették fel, de egészen bizonyos, hogy másoknak is voltak itt részeik, és mindegyik településen több nemesi kúria is feküdt. A falvak Abaúj vármegyének a Hernádtól nyugatra fekvő járásába voltak beosztva.
A falu két részre oszlása már a 13. században meg kellett hogy történjék, mert az 1330-as években mindkettőnek külön egyháza volt, ráadásul, mindegyik plébánia rangú volt. Alsószend András nevű papja 1332-ben 12, 1334-ben 2, 1335-ben 3 garast, Felsőszend Tamás nevű papja pedig 1332-ben 8, 1333-ban 5, 1334-ben 3 garast fizetett a pápai tizedszedőknek.

### Kora újkor
A 16–17. században továbbra is önálló települések maradnak a mai Szalaszendet alkotó helységek: Alsószend, Felsőszend (Alsó- és Felső-Szend), illetve Szala. Az írásos forrásokban azonban gyakran csak Szend jelenik meg, általában Felsőszendre utalva, néha azonban nem dönthető el, hogy a közös elnevezés melyik településre vonatkozik, a középkori eredetű birtokos család neve továbbra is Szendi (Szendy, Zendy) marad. Az Izbég-Szend településrésznek másik neve is van: Piros-Szend, amely a középkori Piros melléknevű családra utal, 1455-ben Izbégszendi Piros Miklóst és fivérét, Jakabot említi egy oklevél.
Abaúj vármegye déli része a hódoltság terjedésével a füleki, a hatvani, majd az egri törökök célkeresztjében volt. Így az oszmán hódítók az 1554-ben elfoglalt füleki várból már korán igyekeztek adófizetővé tenni Dél-Abaúj falvait, a füleki szandzsák 1559. évi összeírásában Perecse, Szászfa, Szala, Devecser, Fancsal és Detek szerepel, míg 1570-ben már két szandzsák osztozott a csereháti falvakon, Fülekhez tartozott Büttös, Szászfa, a két Szend, Kécs (Fulókércs?), a hatvanihoz Litka, Forró és Beret. Szala falu már 1559-ben szerepel a füleki szandzsák tímár-defterében, az összeírás szerint Haszn bin Inebej, a füleki liva, azaz közigazgatási kerület főtisztje (miraláj) tímárbirtoka, becsült évi jövedelme 1150, de a füleki szandzsák 1579. évi dzsizje-defterében már nem szerepel. A két Szend falu azonban, amelyek minden bizonnyal azonosak Alsó- és Felsőszenddel, 5 háne, illetve 2 háne oszmán adóegységgel csak a füleki szandzsák 1579. évi adójegyzékében tűnik fel a szendrői nahijéhez tartozó falvak között, az egyik azonban azon falvak közé tartozik, amelyekről azt jegyezték fel, hogy nem jelentkeztek az összeírásnál. Kérdés, hogy a szalai és szendijobbágyok fizettek-e valaha földesúri javadalmat, illetve szultáni adót a 16. században.
A középkori Szendi és Szalai család leszármazói Mohács után is tovább élnek Abaúj vármegyében, bár a rokoni kapcsolatok, illetve a magszakadás és az uralkodó iránti hűtlenség miatt is újabb és újabb birtokosok jelennek meg a török korban a három településen. Szala középkori birtokos családja, a bakóházi Bakó família, amelyet a 16. században már szalai Bakó családnak is neveznek, 1471-ben jutott Szala falu egy részének birtokába, miután bakófalvi Bakó Mihály megvásárolta Telki László Anna nevű lányától. A középkori család több tagja még a 16. század második felében is birtokon belül volt, 1574-ben Szendi Kis Mártonné Zagvvai Kata, valamint bakóházi Bakó Imre és Benedek mint örökösök akarják eladni szalai birtokukat, de a család többi tagja: Bakó András, Lőrinc és Bakó Benedek lánya, Anna ellene mondanak. Az egykori birtokosok fokozatosan elvesztik fekvő jászágaikat, 1646-ban már csak armalista vagy egytelkes nemes utódaik élnek Szalán: Bakó Mihály és Bakó Pál.
Felsőszenden több birtokosi rezidencia is található, 1517-ben Szendi Antal fivérének, Miklósnak engedi át élete végéig a család régi nemesi udvarházát Szenden, míg ő ugyanott egy újonnan épült házba költözik. 1533-ban a Szendiek régi nemesi lakása új tulajdonoshoz kerül, mivel Szendi Miklós magszakadása miatt az elhunytnak a koronára háramlott szendi (felsőszendi) birtokrészét és kúriáját I. Ferdinánd király eladományozza Sztrizics–Horváth (Horvath de Zthryzyth) Péternek és Mátyásnak, Szalaházi Tamás (†1535) egri püspökés királyi kancellár familiárisainak, Hangácsi Mihály egykori felsővadászi birtokával, illetve a Sáros vármegyei Magyarfaluval együtt. Az adománnyal feltehetően gondok lehettek, hiszen másfél év sem telik el, és [[I. Ferdinánd magyar király|I. Ferdinánd]] változatlan formában ismétli meg a donációt, majd a horvát származású testvérpár 1535-ben újabb elkobzott birtokokat nyer a Habsburg királytól. A kettős királyválasztás korában a két király, I. Habsburg Ferdinánd és Szapolyai János az éppen uralmuk alatt lévő területeken konfiskált, valamint további háramlott jószágokkal jutalmazták párthíveiket, katonáikat, így nyert donációt Horváth Mátyás és Péter is, akik az [[I. Ferdinánd magyar király|I. Ferdinánd]] által a koronázásakor kinevezett egri püspök, Szalaházi Tamás szervitoraiként és tisztjeiként 1527-ben hősiesen védték az egri püspöki várat Szapolyai János hadai ellen. Alig telt el 10 év, és 1544-ben a király ismét eladományozta a fiúörökös nélkül meghalt Szendi Miklós örökségét, ezúttal Serédy Ferencnek és Istvánnak, nagyságos Serédy Gáspár (†1553), Magyarország felső részei főkapitánya rokonainak. Az adományosok feltehetően apa-fiú viszonyban voltak, nagyfalusi (később görcsöni) Serédy (Serédi) István (†1559 előtt), a Mohács utáni Magyar Királyság egyik legnagyobb hatalmú családjának tagja, 1544-ben már kisvárdai Várday Klára férje volt, ekkoriban születhetett első fiuk, Ferenc. A donációs oklevél szerint a szendi birtokrésznek 5, legfeljebb 6 jobbágya lehetett, és földesúri kúria is tartozott hozzá.
A 16. század közepén a nógrádi eredetű, majd az Erdélyi Fejedelemségbe került család, a Wesselényiek egyik őse, Wesselényi (I.) Miklós (1504–1584) is az abaúji Szend birtokosai közé került. Wesselényi Miklós, aki fivérével, Farkassal együtt Szapolyai János párthíve volt, a borsodi eredetű Szendi családba nősült. Szendi István fia Mihály Nógrád ispánja volt 1421–1423 között, majd királyi tanácsos lett, 1437-ben a Nyitra vármegyei Sárfőre kap zálogjogot fiaival, Miklóssal és Istvánnal együtt. Szendi Miklós lánya, Veronika petropoljai Horváth Györgyhöz megy nőül, leányuk, Horváth Kata pedig Wesselényi Miklós felesége lesz. Wesselényiné horvát eredetű családjának (petropoljai Horváth Tyukovics = Petrovo Polje-i Tivković/Tinković) legnevesebb tagja petropoljai és szarvaskői Horváth (Tyukovics) Ferenc volt, akit, mint párthívét, [[I. Ferdinánd magyar király|I. Ferdinánd]] 1530-ban kinevezte a Heves vármegyei Szarvaskő kapitányának, később a gyulai végvárban szolgál, majd katolikus nemesként és katonaként Verancsics Antal egri püspök1562-ben, alig egy évre, megteszi Eger egyik várnagyának; 1570-ben kelt testamentumát is ismerjük. Első felesége a Nógrádban, Gömörben és Kishontban birtokos zeherjei Derencsényi György (†1521 után) lánya, Margit lett, fiuk: Horváth Gáspár. Horváth második felesége kisvárdai Várday János (Serédy Istvánné Várday Klára nagybátyja) özvegye: Ráskay Krisztina. Ráskay Krisztina és Várday János lánya, Várday Fruzsina Alaghy György felesége lett 1561-ben. Petropoljai Horváth Ferenc szolgálataiért 1560-ben Monaky Mihály birtokait, köztük az abaúji Golopot és Devecsert nyerte el az uralkodótól. Wesselényi Miklóstól, úgyis, mint Bebek Ferenc szervitorától, aki urával együtt a Szapolyai-udvar, [[I. Ferdinánd magyar király|I. Ferdinánd]] politikai ellenfele oldalán állt, [[I. Ferdinánd magyar király|I. Ferdinánd]] felségárulás miatt elkobozta alsószendi birtokrészét és nemesi házát, és 1556. szeptember 9-én hűséges híveinek adományozta. Az adomány egyrészt a szebeni származású Strawz Jeromosnak szólt, aki 1557–1559 között a királyi kancellária titkára volt, és számos egyéb birtokot is nyert a királytól, másrészt Choltay (máshol nagycsoltói Kis) Pálnak, a Serédyek, majd a kamara regéci udvarbírájának, az ekkor a kincstár kezén lévő forrói uradalom tiszttartójának. Wesselényinek a másik Szenden (Felsőszenden) is volt birtokrésze, ezt nógrádi birtokaival – Keresztúr, Perenna (ma Poltár része) falvakkal és Veselény, Kurtyán pusztákkal (ma: Novy Horny és Fülekkovácsi része) – együtt 1557. szeptember 17-én kapta adományba Sywegffay Balázs. Wesselényi Miklós a göncruszkai szőlőhegyen bírt nemesi szőlejét is elveszítette, ezt 1559-ben Szendi Zorárd kapta meg adományba. Wesselényi Miklós Felső-Magyarországról ezután került a születő Erdélyi Fejedelemségbe, az 1570-es évektől már a fejedelem ítélőmestere.
Strawz Jeromos és Choltay (nagycsoltói Kis) Pál királyi donáció révén 1557-ben Felsőszenden is birtokos lesz, az adomány oka azonban ezúttal nem a Szendi család egyik ágának magszakadása, hanem a másik ágának hűtlensége. A Szendi család egyik ága, amely a 15. századi ősük, Szendi vagy Alszendi Ernye miatt Ernyei (Ernyey) melléknéven különböztette meg magát, az 1540-es években Szendi (Zendy) Pál személyében alispánt adott Abaúj vármegyének. Az alispán négy fia közül három: Szendi–Ernyey Zorárd, Mátyás és János a hűtlenség és felségsértés bűnébe esett, ismeretlen ok miatt, ezért az uralkodó elkobozta Felsőszend, Korlátfalva, Fáj és Homrogd csereháti falvakban bírt porcióikat, a család felsőszendi kúriájával együtt, és ezeket 1557-ben Strawz Jeromos és Choltay Pál kapta meg. Az adományosok feltehetően nem sokáig birtokoltak sem Felső-, sem Alsószenden, a későbbiekben ugyanis nem tűnik fel nevük a falvakkal kapcsolatban.
A Szendi-Ernyey család azonban visszanyerte az uralkodó támogatását, Szendi Mátyást már 1557-ben kegyelemben részesítette a király, Szendi Zorárd 1559-ben pedig királyi adományt nyer a csereháti Szebenye, Dezső-Szebenye és Kápolnás-Szebenye pusztákra. Szendi Zorárdot táblabírónak, majd 1583-ban országgyűlési követnek is megválasztják Abaúj vármegye nemesei, Szendi Mátyás többször lép fel ügyvédként peres ügyekben az 1560–1570 között. A Szendi család önként is megválik birtokrészeitől a 16. század második felében, az 1454-ben említett Alszendi vagy Izbégszendi Piros család leszármazói 1567-ben Izbég-Szend, más néven Piros-Szend nevű birtokukat adják zálogba felsőszendi Fuló Mátyásnak. A következő nemzedék, Szendi Zorard fiai: Miklós és György 1593-ban ugyancsak Fuló Mátyásnak és feleségének, Mondolay Zsuzsannának adják zálogba 600 Ft-ért abaúji fekvő jószágaikat, ezek között szendi porciójukat. A középkori eredetű abaúji Fuló családnak nemcsak a szendi, hanem a korlátfalvi ágából is igényt tartanak bizonyos szendi és szalai birtokokra. Fuló Máté és korlátfalvi Fuló Mihály, valamint nővérei: Gortvai Mihályné Fuló Anna és Szemere Györgyné Fuló Magdolna 1570-ben új adományt, azaz meglévő ősi birtokaik megerősítését nyerték el a királytól abaúji birtokaikra, így – Bakta, Bakóháza (ma puszta Novajidrányban), Céce (Hernádcéce), Lánc puszta és Zsarnó mellett – Szala falura is. Nem sokkal később, 1582-ben I. Rudolf király Fuló Antal fia Mátyásnak és Szemerei Gergely fia Albertnek, valamint Barna Farkasné Szemere Erzsébetnek adományozza szalai Bakó Benedek, András és Imre összes szalai birtokrészét, valamint ősi, ekkor már puszta Gömör vármegyei birtokukat, Bakóházát (ma: Gömöralmágy része).
A Fuló család szendi birtoklását feltehetően a 15. század első felében élt házaspár, Fuló Veronika és Szendi Ernye fia Jakab alapozta meg, Fuló Imrének pedig Szendi Erzsébet volt a felesége a középkor végén. Fuló Imre leszármazói a kora újkorban is használják a szendi vagy felsőszendi melléknevet, ami arra utal, hogy majorságuk, nemesi lakhatásuk is volt Szenden. A Fulók a kora újkorban is részbirtokosok maradnak Szalán és Szenden. Amikor korlátfalvi Fuló Mihály özvegye, parlagi Parlaghy Erzsébet, aki másodszorra alsókékedi Kékedy Jánoshoz ment férjhez, 1586-ban végrendelkezik, első férjével „pénzen szerzett izbég-szendi jószágát” fiára, ifj. Fuló Mihályra örökíti, az első férjétől származó többi ingó és ingatlan vagyonát azonban, kivéve az ősiséget, osztatlanul hagyja két házasságából származó 5 gyermekére, Fuló Mihályra, a Fuló-lányokra és Kékedy Györgyre. Fuló Mátyás nővére, Gortvai Mihályné Fuló Anna még a 17. század elején is birtokos Szalán, de 1611-ben rokonai, Tomori Istvánné Fáy Anna és Fáy Ferenc is örökségüknek tartják Szalát, Fuló Balázsnak, felsőszendi Fuló Mátyás (1602) fivérének felesége (1589-ben már özvegye) ugyanis Fáy Potentiana volt.
Az 1596. évi dikális vagy portális adóösszeírás Alsószend birtokosait is megnevezi, akik között a középkori Szendi családot Szendi Lőrinc özvegye (Cecei Jusztina) képviseli, mellette pedig Horváth Gáspár és Beretkei György a földesurak. Horváth Gáspár minden bizonnyal a Fulók révén jutott a birtokjoghoz, hiszen bereti Horváth Benedek fia Gáspár Fuló Annát vette nőül, aki Fuló Antal fia Mátyás és Putnoky Kata lánya volt. Horváth Gáspár és Fuló Anna Baktán is birtokosok, ott tartják nemesi rezidenciájukat.
Beretkei György, aki Alsószend mellett Fulókércsen és Gagybátorban is érdekelt volt, felesége, Szendi Anna révén került a csereháti birtokosok közé. A késő középkori Gömör vármegyében birtokos Beretkei/Beretki Ravasz család leszármazottait a 16. század második felében többször megválasztották Gömör vármegyei hivatalokra, így az alsó- és felsőberetki Beretkey Györgyöt is, aki 1571 gömöri táblabíró, 1586-ban pedig szolgabíró lett.
1597-ben a bordézsma felsőszendi jegyzékében a zsellérek mellett a helyi nemeseket (birtokosokat) is felsorolják a dézsmaszedők: Kendy György, Fuló Mátyás, Monaky István, Tarnak György özvegye, Raszlaviczy János. Közülük felsőszendi Fuló Mátyás mellett Monaky István és Raszlaviczy János is a Fuló családhoz tartozik, hiszen korlátfalvi Fuló Mihály és Parlaghy Erzsébet két lányát, Margitot, illetve Borbálát vették nőül. Kendy György feltehetően a 16. század második felében Benyéken és a csereháti Szurdokbényén (ma: Hernádszurdok) birtokos Kendy István rokona.
A 17. században első felében a Borsod vármegyei alispán és országgyűlési követ, Zákány András (neje: Puky Ilona) is Szala egyik birtokosa, akit egyébként 1627 és 1640 között többször is megválasztanak Abaúj vármegye táblabírájának, és más ügyekben is képviseli Abaújt. Két szalai jobbágya említi a nevét 1641-ben Abaúj vármegyének a török hódoltatásáról szóló tanúvallatásánál.
A 17. században a Fuló család továbbra is birtokos Szalán és Szenden. Felsőszendi Fuló Mátyást (†1602 k.), aki Abaúj vármegye tekintélyes birtokosa és jogilag képzett szolgabírája volt a 16. század második felében, mint Felsőszend egyik birtokosát és kegyurát a felsőszendi középkori eredetű református templomba temetteti felesége, Mondolay (Mondolai) Zsuzsanna, aki elhunyt férjének latin gyászverssel vésett vörös márvány sírkövet is állíttat. Fuló Mátyás fiai: Miklós, akit 1628-ban, illetve János, akit 1635-ben abaúji alispánnak is megválasztanak, ugyancsak használta a szendi és felsőszendi nemesi prédikátumot. A Fuló családdal kerül be a Girincsy abaúji nemesi család is Szend földesurai közé, pósacsécsi Girincsy István (†1640, id. Girincsy István és Kerepecz Dorottya fia) ugyanis feleségül veszi Fuló Zsuzsannát, Fuló Mátyás és Mondolay Zsuzsanna lányát. Fiaik: Girincsy Mátyás és István úgy osztoznak meg 1660-ban több vármegyében fekvő birtokaikon, hogy a Felsődobszán lakó Girincsy Mátyás örökli a monaji, alsógagyi stb. jószágokat, míg László a felsőszendi, fulókércsi, felső- és alsólánci stb. birtokokat, Szala pedig közös marad a fivérek között. Alsószenden 11, Felsőszenden 5, Szalán 16 jobbágytelek képezte a Girincsy-vagyont. Girincsy Mátyás fia, Ferenc (†1730 k.) ifj. Fáy László (†1690 k.) és Monoky (Monaky) Kata lányát, Fáy Katát vette nőül, és a birtokok a 18. század elejéig a Girincsy családnál maradnak. Girincsyné Fáy Kata nővére, Fáy Zsófia is Szala egyik birtokosa lett a 17. század végén. Fáy Zsófia ugyanis harmadszorra id. Szirmay István (1608–1659) és Keczer Anna egyik fiához, Szirmay Péterhez (†1712) megy férjhez, és a Szirmay–Keczer-házaspár a 17. század közepén Szalán szerzett birtokait fiaik: Szirmay István országbírói ítélőmester és fivérei: Miklós, Péter és András öröklik, akik 1696-ban számos Ung, Zemplén, Borsod és Abaúj vármegyében található, szüleiktől rájuk maradt birtokukról egyezkednek, amelyek között Felső- és Alsófüged, Kelecsény mellett Szalát is felsorolják.
A három falu, Felsőszend, Alsószend és Szala közül csak Alsószenden és Szalán fizettek rovásadót az adórovók által megállapított porta mint adóegység alapján a 16. század második felében, Felsőszendet a birtokosok vagy a termelő parasztok kiváltsága miatt nem adóztatták. Alsószend viszonylag magas portaszám – 6,5 és 7 porta mint adófakultás – alapján fizette a királyi adót 1552–1565 között, míg Szala portaszáma ugyanebben az időszakban csak 1 volt (1567-ben: 0,5), azaz Alsószend többszörösen felülmúlta Szalát termelőképességben, és minden bizonnyal népességszámban is. A csereháti falvak fejlődését Hasszán temesvári pasa 1567 márciusában indított felső-magyarországi hadjárata akasztotta meg. Az oszmán hadvezér János Zsigmond erdélyi fejedelem megsegítésére 5000 fős török sereggel és krími tatár kísérőcsapattal támadt a Lazarus von Schwendi felső-magyarországi főkapitány által ellenőrzött vidékekre, amelyekre az erdélyi fejedelem is igényt tartott. A hadjárat során a törökök Felsőszendet és Alsószendet is felprédálták, a házakat felégették, az alsószendi lakosok ebben az évben adót sem tudtak fizetni, Szalát viszont nem, vagy csak kevéssé érte a török pusztítás, igaz, csak fél portányi rovás után kellett ebben az évben adót fizetniük. Alsószend még 1570-ben is adómentes az égéskárok miatt, de az adórovók ekkor már 5 új házat, azaz lassan újrainduló jobbágygazdaságot is feljegyeztek. Szalára is visszatért az élet, 1570-ben ismét 1 adóportát róttak ki a falura. Alsószend azonban már nem volt képes a háborús pusztítás előtti adóképességét visszanyerni, 1578-ban 1,5 porta, 1582-ben pedig 3 és egynegyed porta után fizették az adót, 1 portát a telkes jobbágyok, negyed portát a helyi zsellérek után számítottak ki az adószedők. 1588-ban a számos közbirtokos nemes joghatósága alatt álló Alsószenden ¾ portányi adófakultást állapítottak meg, 1597-ben pedig a két fő birtokos, özvegy Szendi Lőrincné és Horváth Gáspár birtokrésze után egyaránt ¼ porta volt a jobbágyi termelés adóalapja, a zsellérek viszont jóval magasabb portaszámmal (1, illetve 3) képviseltették magukat. Szalán 1579-től már nem szedték a rovásadót, a falu adóképtelen lett.
1598-ban az országgyűlés és a királyi kormányzat új adószisztémát vezetett be, a középkori eredetű porta (= kapu) mint adóegység helyett a valós viszonyokat jobban tükröző ház mint adóalap után vetették ki az adót. Felsőszend is ekkor jelenik meg először az adólistán 20 házzal, míg Alsószenden 14, Szalán pedig 16 ház, azaz telkes jobbágyi gazdaság alapján rótták ki az adót. A számok a három falu közel egyforma adófakultását és termelőképességét mutatják, a következő évben azonban az 1567. évinél is súlyosabb pusztítás éri a Cserehátat. 1599-ben tatár csapatok pusztítottak a vidéken, ráadásul a felső-magyarországi főkapitányságra frissen kinevezett Giorgio Basta (1550–1607) a tatár hadak ellen az abaúji Méra mellett vonta össze csapatait, s az itt felállított tábor királyi katonasága is hozzájárult a csereháti falvak kifosztásához. Falujuk felégetéséről, állataik elhurcolásáról maguk a falvak jobbágyai vallottak az adószedőknek 1599-ben, így a csereháti falvak, köztük Alsó- és Felsőszend, Szala, adót sem tudtak fizetni. 1599-ben is Szalát érhette legkevésbé a pusztítás, ugyanis 1600-ban már újra 7 ház után fizette az adót, 1601–1603 között 3 volt a szalai adóházak száma, majd 1608-ra, amikor utoljára vetették ki a házak alapján a dikális adót, ez az érték 3-ra csökkent. Alsószend 1598-hoz képest szintén súlyosan veszített adóképességéből, 1603-ban 6, 1608-ban pedig 3 háznyi adóadófakultással bírt. 1609-től ismét a porta lett az adóegység, Alsószenden 1 portára váltottak, Szalát és Felsőszendet azonban már nem vonták a portális adó hatálya alá. Felsőszenden 1603-ban 4, 1608-ban már csak 2 ház után róják ki az adót.
A későbbi Szalaszendet alkotó három falu 1558/1560-ban közösen jelenik meg a kora újkori jobbágyi népességet mindennél jobban reprezentáló dézsmajegyzékekben. A legnagyobb termelőképességgel Alsószend rendelkezik, 1558-ban 15 telkes jobbágy (Fehérvári György, Kiüs Mihály, Varga János, Nagy Demeter, Gál Ambrus, Horváthi Miklós, Soós Kelemen, Szabó János, Béres István, Kiüs Bálint, Bényei Benedek, Bényei Ambrus, Kis-Varga János, Kovács Pál, Borsos Tamás) ad közel 220 (egyenként 60 kévét tartalmazó) kalangya őszi és 54 kalangya tavaszi gabonát (főleg árpát) a kamara által bérelt egyházi tizedbe, az ún. királydézsmába, ill. 1 zsellér (Bába Gergely) fizet kereszténypénzt. 1558-ból az alsószendi bordézsma listája is fennmaradt, ekkor a dézsmaköteles szőlők után 11 helyi termelő (Varga János, Nagy Demeter, Gál Ambrus, Horváthi Miklós, Szabó János, Béres István, Kiüs Bálint, Bényi Benedek, Bényi Ambrus, Kis-Varga János) és jóval több extraneus, azaz máshol lakó jobbágy (Kovács Pál, Kiüs Antal, Rozgonyi János, Varga Mihály, Kiüs Tamás, másik Kiüs Tamás, Pásztor Máté, Sulyok Péter, Korhi Pál, Czirka György, Nagy György, Nagy Benedek, Baráthi Tamás, Kiüs Márton, Veres Dénes, Veres Máté, Baráti Pál, Szabó János, Kovács Ferenc, Pócs György, Vécsei Orbán, Varga Imre, Dancs Jakab) ad több mint 90 köböl bortizedet. 1560-ban Szenden (Alsószenden) 8 helyi jobbágy (Kis Mihály, Nagy Tamás, özv. Varga Jánosné, Horváth Miklós, özv. Szabó Mihályné, Kis Bálint, Bényei Benedek, Bényei Ambrus, Kovács Pál) mellett 4 extraneus termelő (Baráth Pál, Nagy György, Varga Imre, Nagy Tamás) ad borból tizedet.
Bár Felsőszenden nem szedtek rovásadót, az 1558. évi gabonadézsa alapján viszonylag népes és termelőképes jobbágyfaluként tűnik fel, bár Alsószend paraszti termelését és népességszámát nem éri el, ráadásul dézsmás szőlei sincsenek. 1558-ban Felsőszenden 9 jobbágytól (Kiüs Tamás, Varga Mihály, Rozgonyi János, Kiüs Antal, Buda János, Soós Miklós, Csonka Vince, Nagy Antal, Nagy Pál) 38 kalangya őszi gabonát és pár kéve tavaszit szednek be a decimátorok, míg 3 zsellér (Vitális, Csonka Pál, Csonka Gergely) csak kereszténypénzt fizet. Felsőszenden nincs bordézsma, feltehetően szőlészete sem volt, hiszen több felsőszendi extraneus jobbágynak (Kiüs Antal és Tamás, Rozgonyi János, Varga Mihály) a szomszédos Alsószenden van dézsmás szőleje. A csupán 1 portányi adóképességű Szalán 1558-ban csak 4 telkes jobbágynak (Boros Benedek, Nagy János, Nagy Mátyás, Nagy Demeter) van dézsmálható gabonatermése. A 16. század utolsó harmadában Felsőszend jobbágyai elvétve szerepelnek a dézsmajegyzékekben, 1572-ben a 25 jobbágytól nem szednek be tizedet, de 1581-ben, amikor Gál Miklós volt a bíró, 11 jobbágy még 20 kalangya őszi gabonát szolgáltat, 1582-ben azonban már csak 9 zsellért írnak össze Felsőszenden, akiknek nincs dézsmálható gabonájuk. 1597-ben Felsőszend két falusi bírája: Szilasi János és Rozgonyi Gáspár dézsmamentes volt, a falu zsellérei, azaz a telki állományból teljesen vagy részlegesen kiszorult, esetleg valamilyen kiváltsággal rendelkező gazdálkodói – Vámas Albert, Köntes Márton, özv. Tóth Albertné, özv. Kis Gálné, Tót Bertalan, özv. Gál Andrásné, özv. Balog Györgyné, Béres András, Tót János, Csirke Mihály, Jós István, Kocsis János, Kánya Balázs, Nagy Gáspár – személyenként 6 dénár ún. kereszténypénzzel váltják meg a dézsmát. Ugyanebben az évben Szenden (Alsószenden) ismert a bordézsma listája, ekkor a helyi jobbágyok – Gál Miklós bíró, Balog Gergely, Nagy János, özv. Bényi Gergelyné, Bényi Demeter, Mika Imre, Gál Ambrus, Nagy Mátyás, Tót Jakab, János Jakab – és a szomszédos Méra faluból származó extraneus gazdák (Vég Mihály, Veréb Miklós, Polc Tamás, Bakó Benedek, Kis György, Bakó Demeter) csekély tizedet, összesen 11 (10 iccés) köböl és 8,5 icce bort adnak a királydézsmába. Felsőszend 1606-ban szerepel utoljára a török kori dézsmajegyzékben, 7 zsellérrel.
Alsószenden van továbbra is a legtermelékenyebb jobbágyi közösség, 1597-ben Bényei Gergely és Gál Miklós bírák vezetése alatt 11 jobbágy (Bényei Demeter, Nagy János, Mészáros Jakab, Balog Gergely, Nagy Márton, Pattcz Mihály, Jakab János, Nagy Mátyás) fizet összesen 20,5 kalangya és 8 kéve őszi és 3,5 kalangya 10 kéve tavaszi dézsmát. 1606-ban, amikor Jakab Mihály a bíró, 11 jobbágynál (Nagy Márton, Gál Miklós, Csóka János, Csóka Miklósné, Nagy Mátyás, Nagy János, Bényei Demeter, özv. Orbán Jánosné, Jakab János, Gál András, Balog János) 26,5 (30 kévés) kalangya őszi, 3,5 kalangya tavaszi gabonát dézsmálnak a decimátorok. Ugyanebben az évben 11 helyi jobbágy (Kertös Balázs, Orbán János, Nagy Márton, Nagy Tamás, Gál Miklós, Nagy Mátyás, Nagy János, Jakab János, Bényei Demeter, Gál András) és 9 extraneus (Sánta Miklós, Gál András, Nagy Miklós, Dósa Tamás, Bakó Benedek, Molnár Mihály, Süket András, Nagy István, Cerkeli Péter) szolgáltat csekély, 10 köblös bordézsmát. Orbán János, Nagy Márton, Gál Miklós, Nagy Mátyás, Nagy János, Jakab János, Bényei Demeter és Gál András 1606-ban mind a gabona-, mind a borlistán szerepel, azaz a 17. század elején ők azok a törzsökös alsószendi jobbágyok, akiknek jobbágytelki szántóföldjük mellett a telki állománytól független dézsmás szőlejük is van. 1607-ben csak 10 egri köböl Alsószend bordézsmája, ezt 19 jobbágy szőlőtermésének tizedéből nyerték. Alsószend továbbra is a vidék szőlőkultúrájának központja, 1612-ben 16 egri köböllel egyenértékű 48 helyi köböl bordézsmát szednek be az alsószendi dézsmás szőlők tulajdonosaitól (Jakab Mihály bíró, Nagy Mátyás, Gál András, Jakab János, Bényei György, Sántha Miklós, Nagy Tamás, Jakab Tamás, Urbán János, Mika Imre, Mika András, Nagy Benedek, Mika Zsófia özvegy, Buda Gergely, Molnár István, Nagy István, Király György, Balta János, Nagy Orbán, Pócs Tamás, Bakó Benedek, Szabó János, Molnár Tamás, Molnár Mihály), majd 1613-ban, Urbán János bíróságában, 155 icce Alsószend összes bordézsmája, 18 jobbágytól (Jakab János, Gál János, Nagy Mátyás, Jakab Mihály, Jakab Tamás, Nagy Tamás, Gál Miklós, Nagy János, Sánta Miklós, Mika Imre, Benkei Gergely, Mika Zsófia, Demjén György, Nagy István, Gicper Bazil, Bakó Benedek, Molnár István, Molnár Mihály). 1613 után Alsószend megszűnik dézsmát adni, akárcsak Szala, ahol 1597-ben sem volt dézsmálható gabonatermése a 9 helyi zsellérnek (Vámas Balázs, özv. Nagy Mihályné, Sípos György, Német János, Bata István, Tót András, Nagy Jakab, Nagy Domonkos, Szabó Jakab), akik összesen 65 dénár kereszténypénzt fizettek. Szala 1606-ban szerepel utoljára a gabonadézsma-listán, ekkor sem jobbágyokkal, hanem 13 zsellérrel (Mike András, Nagy Dávid, Kocsis István, Mészáros Antal, Nagy György, Mihel Kristóf, Póka Márton, Szini János, Nagy Miklós, Kozák Ferenc, Tót János, Német Jakab, Ördög János), akik személyenként 6 dénár kereszténypénzt fizetnek a dézsma helyett.

A 17. század elején Felsőszend, Alsószend és Szala taxás (taksás) nemesek faluja lesz, vagyis a népesség nagy része kikerül a jobbágysorból, sem rovásadó, sem dézsma fizetésére nem kötelezhető többé. 1618-ban Felsőszend mint taxás helység 1,5 Ft taxát fizet a rovásadó helyett, 1630-ban 1 Ft, 1635-ben 2 Ft a falu taxája, ekkor az egyik Felsőszenden élő kuriális, azazjobbágyok nélküli nemest is megnevezik, aki 12 dénárral járul hozzá a falu taxájához: Szendi István valószínűleg az egykori birtokos család elszegényedett, de nemesi kiváltságában megmaradt tagja. 1618-ban Szala kiváltságos státusú lakosai 2,5 Ft taxát fizet az adóba, ez az összeg 1626-ig változatlan marad, majd 1630-ban 1,25 Ft, 1635-ben pedig ismét 2 Ft a taxások adóbefizetése. Szalán 1635-ben két taxás nemes nevét jegyzik fel az adórovók, Bakó Miklós 33 dénárt, Ördög András 24 dénárt fizet. Egyikük talán a középkori bakóházi Bakó birtokosok kései, a birtokból kihullott leszármazója, Ördög András pedig az egykor dézsmaadó jobbágy, Ördög János utódaként a jobbágysorból emelkedett az armalista nemesek közé.

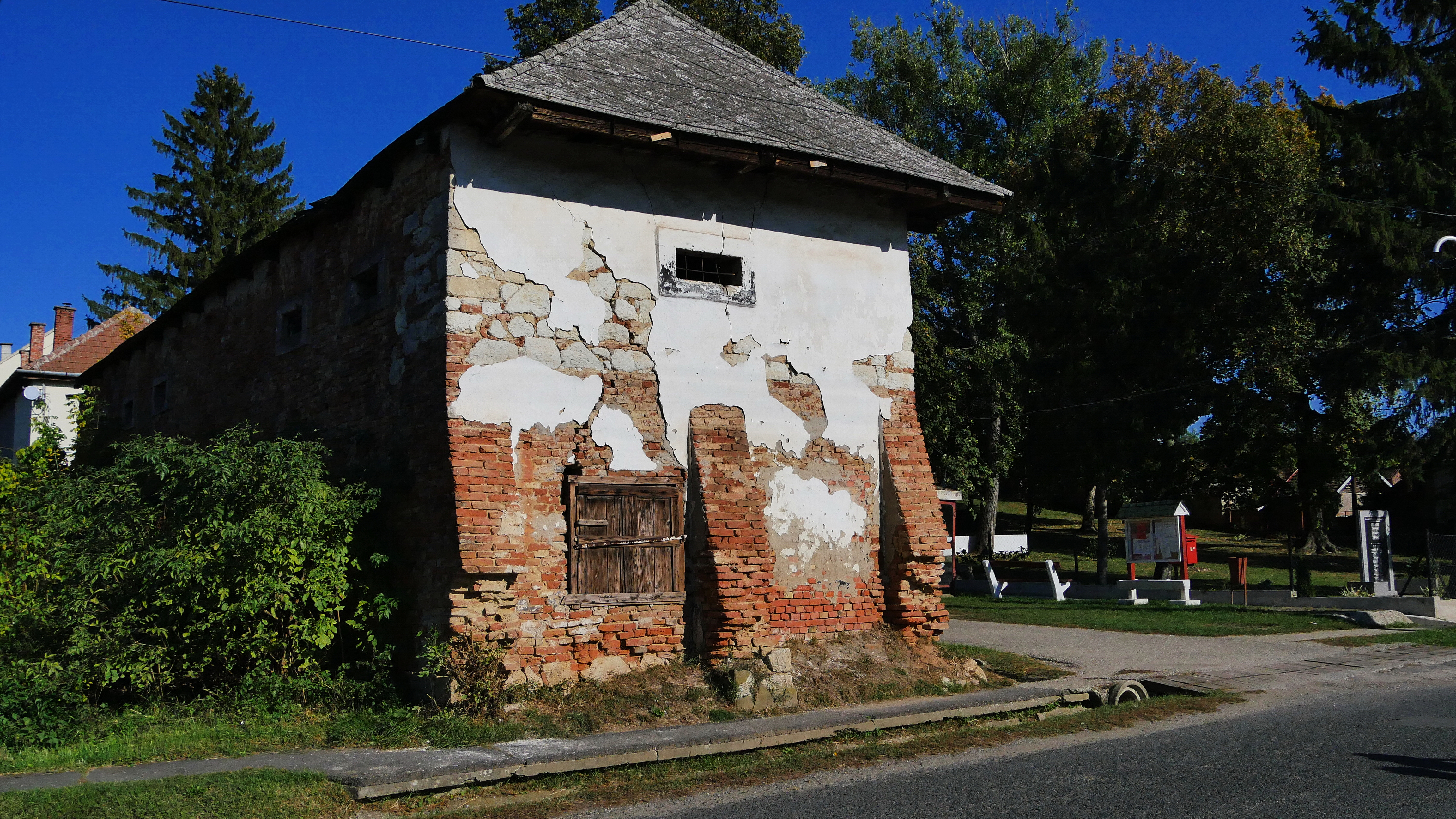
A magtár épülete

Alsószend később nyeri el a taxás státust, 1613-ban még fél porta utáni fizetik jobbágyai az adót, 1624-ben a jobbágyok adóképessége 1 porta, a helyi zselléreké negyed adóporta, a falu egy része azonban már taxát fizet. 1632-ben még mindig kiróják Alsószendre a rovásadót fél és egynegyed porta alapján, de 1632-ben már egyes egytelkes nemes lakosai 45 dénár taxát adnak össze, míg 1635-ben az adórovók a falu felét adókötelesnek minősítik kétszer egynegyed portával, a másik része pedig taxás jogállású, 45 dénár taxával, az egytelkes nemesek közül a 6 dénárra kötelezett Horváth Gáspárné nevét jegyzik fel. Alsószend lakosságának 1648-ban is megmarad a kettős jogállása, egyrészt armalista vagy kuriális nemesek, másrészt adóköteles jobbágyok lakják, 1/8 portaszámmal. Az adórovók 1648-ban Alsószendet is a töröknek adózó falvak közé sorolják, 1640-ben ugyanis az egri törökök hódoltató hadjáratot intéztek a Cserehát ellen, amelynek következtében a legtöbb falu oszmán fennhatóság alá került. Az Abaúj vármegye jegyzőkönyvébe bejegyzett korabeli tanúvallomás szerint 1640-ben a törökök „nagy kegyetlenül rablották Felső-Alsó-Gagyot, Kércset és Baktát, iszonyú égetéseket tevén, amely helyekből keresztény atyánkfiai közül kiket levágott, kiket megégetett, kiket kegyetlenül rabságra vittek, összességgel teszen hétszázig, mely kegyetlen rablások miatt kényszerítettek meghódolni Alsógagy, Bakta, Beret és Detek”. Alsószend, Szala és Felsőszend, a szomszédos csereháti falvakkal együtt, is így került török uralom alá, amely egyszerre jelentette a szultáni, azaz oszmán állami hatalmat és a török földesurat. A három falu ettől kezdve a Hódoltság peremvidékének azon helységei közé tartozott egészen Eger 1687. évi törökök alóli felszabadításáig, amelyek kettős adózás alá estek, azaz a Magyar Királyság és a magyar földesurak mellett a törökök is adóval és járulékokkal terhelték őket. A szalai és felsőszendijobbágyok így vallottak hódoltatásukról az 1641. évi vármegyei tanúkihallgatáson: „Szala nevű faluban lakozók, Zakar János, Zákány András uram jobbágya, 50 esztendős, Derencsényi János, Pente(?) Pál jobbágya, 60 esztendős, hitek után ez szerint vallanak. Az mint előbbi [fáji] tanúk, elunták az rettenetes félelmet, meg kellett hóldolniok. Emhet csausz Kara Amhátnak hóldoltak meg, summájok 21 forint, 8 icce vaj. […] Felső Szendén lakozók, Mazurka Miklós, Girincsi Mátyás jobbágya, Szolga Antal, Fuló János uram jobbágya az szerint vallanak, mint az szalaiak, és török urok is azon, summájuk is annyi. Soha nem hódoltak ennek előtte.”
Alsó- és Felsőszend, valamint Szala taxás, más korabeli néven kuriális falu maradt a török végéig, bár a török kiűzését követően, 1696-ban készült országos adóösszeírásban Felsőszend nem szerepel, Szalát ekkor is kuriális faluként vették fel, Alsószendet pedig egyrészt rovásra nem kötelezett helységként, másrészt mint adózó falut, ¼ portával. Alsószenden az adózókat is összeírták 1696-ban, Taros György bíró mellett 8 jobbágyot (Gál András, Kis Bálint, Cakó György, Gál István, Tót György, Pólyi Mihály, Kis István, Koli Mihály). Öt jobbágy 17–18 köblös, 3 jobbágy 6–9 köblös telki szántófölddel rendelkezett, azaz nyomásonként 6, illetve 2-3 köblös szántóval, a 18 köblös föld egy egésztelek, a 6–9 köblös egy féltelek külsőségéhez tartozott.
A három falu lakosai és birtokosai, a borsodi és abaúji régió legtöbb településéhez hasonlóan, a 16. század második felében a reformáció hívei lettek. A falvak egyháza az 1567. évi debreceni zsinaton a Helvét Hitvallást aláíró abaúji, más néven kassavölgyi református seniorátushoz (esperességhez) tartozott, amely a 16. század végén egyesült a tornai egyházakkal, és ettől kezdve abaúj-tornai egyházmegyeként működött. Felső- és Alsószend, valamint Szala első ismert református prédikátora a Mérán, mint anyaegyházban szolgált Korlátfalusi Pólya Pál volt 1585-ben, nem sokkal később azonban Alsó- és Felsőszend közösen hozott létre anyaegyházat, Szala leányegyházzal. Első ismert lelkészeik: Tornai Pap János (1591–1596), Szepsi Péter (1606), Szenei Miklós (1608–16121; 1621–1623), Telkibányai Mihály (1619–1620). A 17. század végén Nógrádi Mátyás (1687) és Mándoki Márton (1692) szendi lelkészek neve ismert. A reformátusok mindhárom faluban kőtemplommal rendelkeztek, a felső- és alsószendi középkori eredetű műemlék templomok ma is állnak, de kőtemploma volt Szalának is a 17–18. században. Szenden lelkészlak és iskola is szolgálta a református hitéletet. A hívek Szenden a 17. század elején jobbágyonként és évente egy kalangya búzával tartoztak lelkészüknek, a zsellérek 1 köböl száraz gabonát adtak, illetve 5 dénárt, özvegyasszonyok 3 sing vásznat. A nemesek majorsági terményük tizedét adták papjuknak, a királydézsmából octava, azaz nyolcadrész maradt a helyi lelkésznek mind gabonából, mind borból. A szolgálatoknak külön díja volt, az esketés és temetés 12 dénárba került, keresztelésért egy tyúk, egy kenyér és a komáktól 1–1 dénár járt. A lelkész szabadon használhatta a földesúri erdőket. A tanítót (mestert) évi fél köböl búzával díjazták családonként, az özvegyasszonyok nem fizettek a tanításért. A temetés díjának egy része is a segédkező (éneklő) tanítót illette, a 12 dénár felét akkor kapta meg, ha a lelkész nem prédikált a temetésen, 4 dénárt kapott, ha prédikáció is volt. A tanító feladata volt az írástudatlan parasztok leveleinek megírása is, a szendiek nem fizettek ezért, a szalaiak alku szerint díjazták a tanítót. A lelkész ún. asztaltartásra hat köböl szemes gabonát adott évenként a mesternek.
A Magyar Királyság török kor utáni első alapos, de hibáktól nem mentes országos jellegű összeírását (regnicolaris conscriptio) törvényben rendelték el 1715-ben, célja a magyar települések adóképességének és adózó népességének felmérése volt. Az 1715. évi összeírásban csak Alsószend szerepel 4 jobbággyal (Cakó György, Koli Mihály, Gál Márton, Gál István), akik személyenként 9 köblös földön gazdálkodtak. A dimbes-dombos fekvésű Alsószenden 3 nyomásban használták a részben homokos, köves szántóföldet, amely őszi vetés után négyszeres, tavaszi után ötszörös hozamot adott. A jobbágyoknak elegendő legelőjük volt, a falu csekély tölgyerdejéből éppen elegendő tűzifát nyerhettek. A makkos erdőt disznóhízlalásra is használták, ezért az uraság disznótizedet szedett.
Bél Mátyás 1730-as évek elején készült és a 21. századig kéziratban maradt, Abaúj vármegyét latin nyelven leíró monográfiájában Alsó- és Felsőszend, illetve Szala birtokosai között Fáy László és Keczer Anna veje, úgyis, mint Fáy Anna férje: Matolcsy (Matócsy) György utódait, illetve Fáy Zsófia első férjétől, Gönczy Andrástól született lányának, Gönczy Erzsébetnek a férjét: Szepessy (II.) Pált nevezi meg. „25. Alsó-Szend falut jeles helységgé tette a Szendiek ősi nemzetsége, amely azonban kihalt, és az 1716. év mostohasága miatt maga a falu is annyira leromlott, hogy már alig él. Matócsy György utódai a falu birtokosai. Szántóföldje amennyire terjedelmes, annyira termékeny, könnyen lehetne itt kiváló termést elérni. Minden megvan, amit a földművelés igényel, akár a gabonatermesztést, akár a szőlőművelést tekintjük. Maga a falu egy völgyben fekszik: szomszédja északról Alsó-Novaj, keletről Felső-Méra, délről Devecser, nyugatról Felső-Szend. 26. Felső-Szend falu, Alsó-Szendhez hasonlóan, egy völgyben fekszik, terjedelmes és termékeny szántóföldje van, birtokosai Matócsy György leszármazottai. 27. Szala falu ugyanannak a pataknak a partján fekszik, mint Alsó- és Felső-Szend. Területe megfelelő a paraszti gazdálkodásra, rétgazdálkodásra azonban kiválóbb, mint gabonatermesztésre. Makktermői erdei mind hasznosságra, mind kellemes fekvésre nézve kiemelkedőek. A Szepessy család tagjai a birtokosok, akik lakás céljára szolgáló házat is építettek itt.” 

### 18. század
Az 1936-ban Szalaszend néven egyesült község három elődtelepülésének egészéről a 18. század második felétől áll rendelkezésre megbízható adat. II. József népszámlálása volt az első olyan összeírás, amely a teljes lakosságra kiterjedt, és ennek adatai szerint 1785-ben Szalán 459, Alsószenden 282, Felsőszenden pedig 164 volt a honos népesség. A reformkorban megjelent két honleíró stasztikai munka, Ludovicus Nagy Notitiaja és Fényes Elek Geographiai szótára a népességszám eltérő tendenciáit mutatja az egyes községekben: Szala lakossága eszerint csökkent (1828-ban 446-ra, majd 1850 előtt 409-re), Alsószenden összességében stagnálás tapasztalható (304, ill. 274 fő), Felsőszenden viszont jelentősen gyarapodott a népesség (253, ill. 301 fő). Az 1760-as évek végén végrehajtott úrbéri összeírás felmérésekor Szalán 131 holdon 12 jobbágyot írtak össze, akik összesen 4 jobbágytelken gazdálkodtak, vagyis a környék más falvaihoz képest kis földterületből kellett megélniük, de az alsószendi 20 jobbágy által megművelt 10,5 teleknyi termőföld is szűkösnek mondható. A másfél évtizeddel későbbi népszámlálás idején a két faluban 11, ill. 22 jobbágyot (Felsőszenden pedig 14 jobbágyot) regisztráltak, és rajtuk kívül a három falut összesen 90 zsellér is lakta. A három település határát Vályi András egyaránt a „középszerű” szóval jellemezte, és Szala esetében azt is hozzátette, hogy „réttye, legelője jó”.

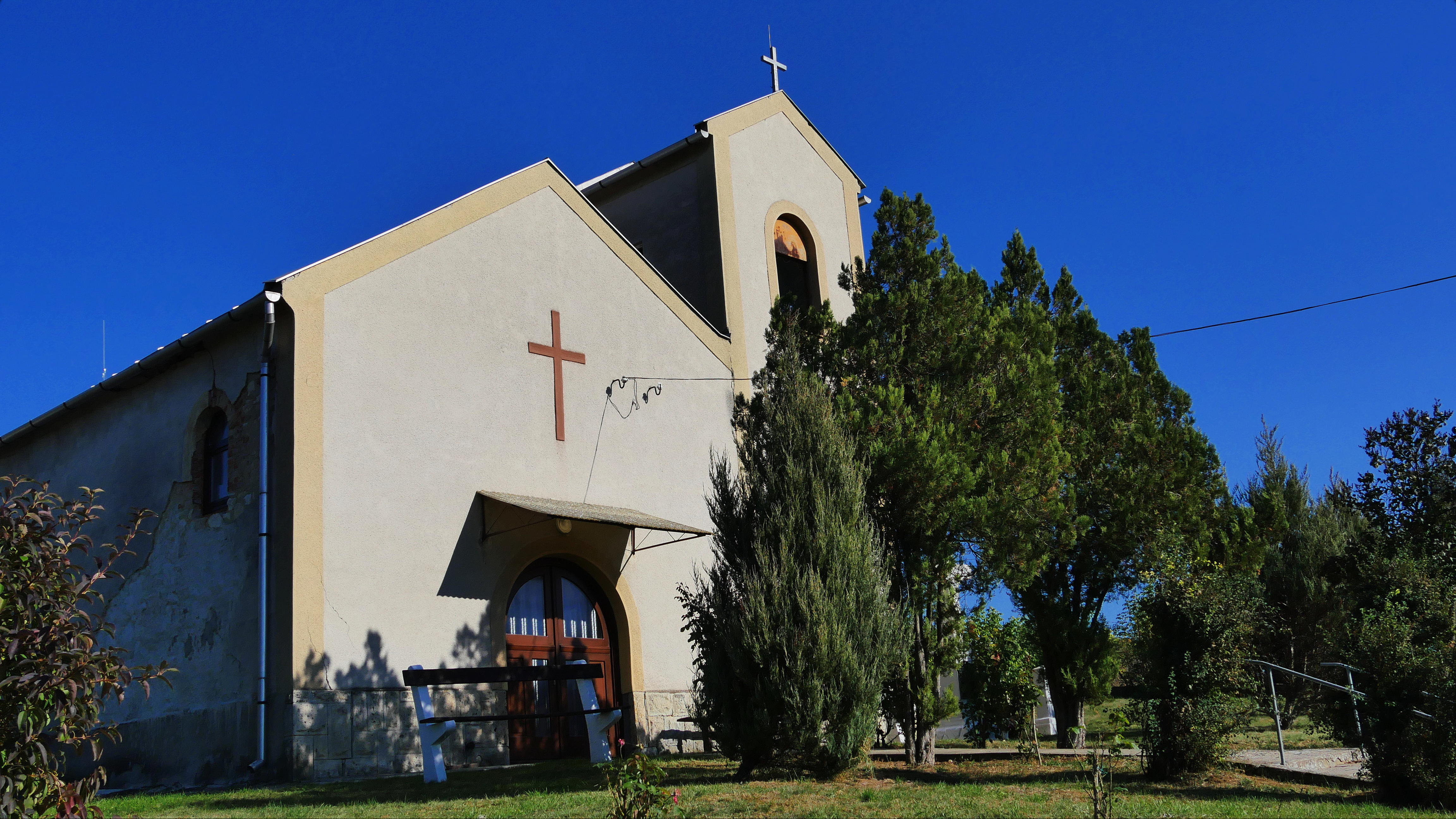
Római katolikus templom

Mindhárom település lakosságát a korszak statisztikai írói kezdettől magyarnak minősítették, ami megkülönbözteti a ruszinok lakta vagy vegyes etnikumú csereháti falvaktól. Felekezeti szempontból a falu lakossága megoszlott a református és a katolikus egyházak között. Szalán és Alsószenden a kálvinisták voltak többségben és önálló egyházközséget is alkottak, Felsőszenden viszont a katolikusoké volt a népesebb gyülekezet. Vályi szerint mindhárom katolikus közösség a felsőnovaji egyházközség leányegyháza. Fényes már hivatkozott könyve szerint Szalán 298 református, 93 római és 18 görögkatolikus élt, Alsószenden 230 kálvinista mellett 39 római és 5 görögkatolikus hívő lakott. Felsőszend felekezeti megoszlása volt a legszínesebb: 73 római és 42 görögkatolikus mellett 60 református és 40 evangélikus képviselte a protestáns egyházakat. Mindhárom faluban éltek zsidók is már II. József népszámlálása idején is, Nagy Lajos és Fényes Elek pedig zsinagóga működéséről is beszámol Szala esetében.
A három falut a világi magánbirtokosok között felosztott határ jellemzi. Az úrbéri összeírás adatsora szerint a terület legnagyobb része a Fáy család tagjaivé volt, akik közül Fáy Mihály Alsószenden 5 és 3/8, Szalán 1 és ¼ jobbágytelekkel rendelkezett, Fáy Zsigmond az utóbbi faluban bírt 2 jobbágytelket, és más Fáy családhoz tartozók is birtokoltak kisebb birtoktesteket. Rajtuk kívül ekkoriban Kandó Gábor alsószendi 2,5 jobbágytelke volt még számottevő. A Fényes Eleknél a két Szend földesuraként megjelölt Turánszky család az úrbéri összeírás időszakában csupán Szalán volt bizonyíthatóan jelen (egy ¼ telkes birtokkal), de Felsőszend birtoklásáról nem áll rendelkezésre adat. A Vályi András faluismertetésében is megerősített osztott birtoklásnak megfelel, hogy a 18. század végén jelentős kisnemesi réteg élt a falvakban: Szalán 35, Alsószenden 15 férfi és fiúgyermek tartozott a kiváltságolt rendhez József-kori népszámlálás idején, ami a keresztény népességhez mért átlag tekintetében jelentősen meghaladja az országos átlagot.

### 19. század
A későbbi Szalaszendet alkotó három település közül Alsószenden 1900-ban 255-en, Felsőszenden 159-en és Szalán 354-en laktak. A népesedési és a népmozgalmi folyamatok hasonlóan alakultak a községekben: a születések aránya 1900 és 1910 között 44,9‰, a halálozásoké 29,6‰, a természetes szaporodás (15,4‰) többlete 118 fő. Ebben az évtizedben azonban 85–90 fő költözött el a három településről vagy vándorolt ki hosszabb-rövidebb időre a tengerentúlra. (A szalai Tóth András 1897 és 1907 között dolgozott az Egyesült Államokban, majd miután hazatért, törvénybíróvá választották.)

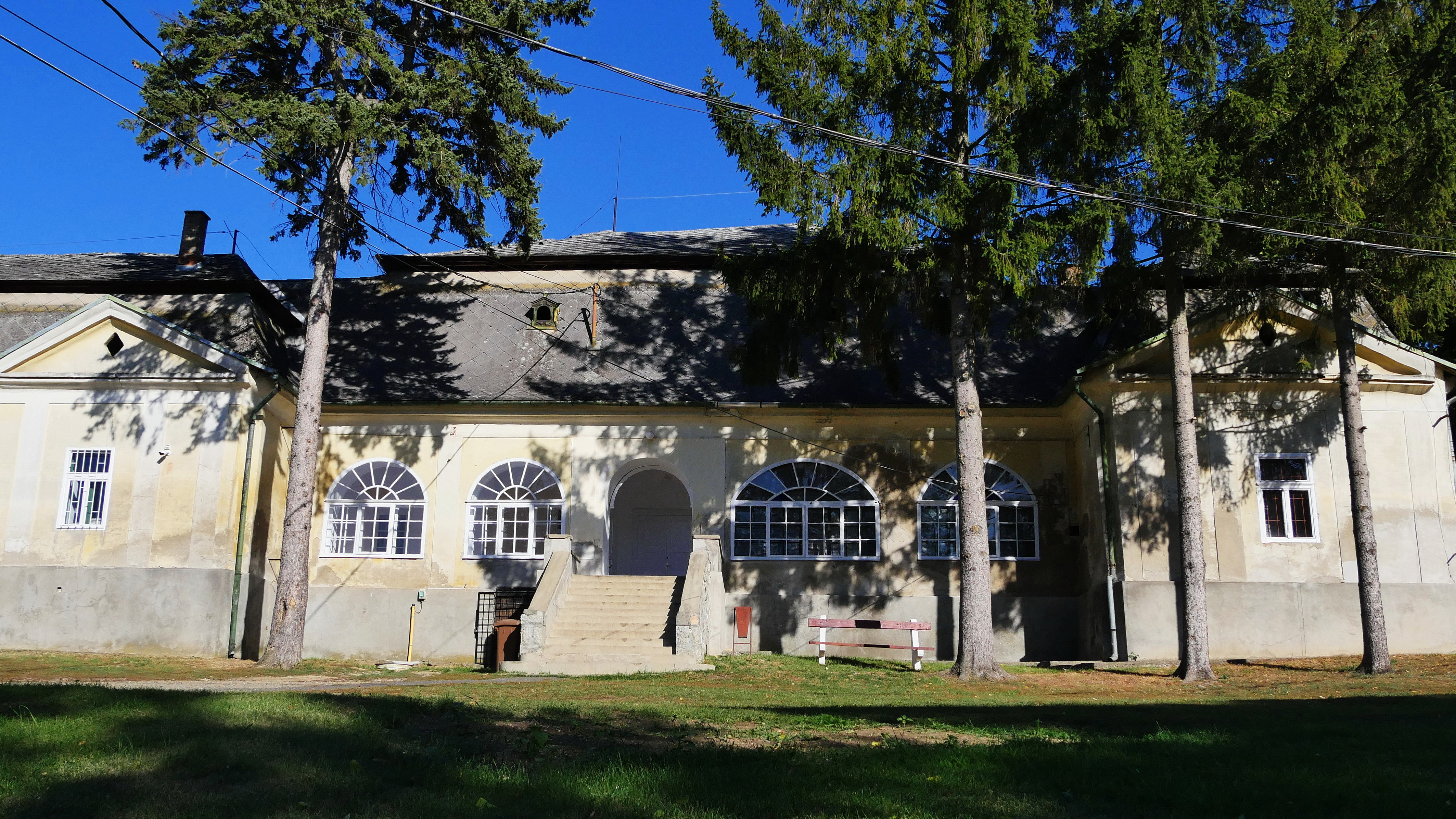
Külkey-kastély

A lakosság felekezeti megoszlása Alsószenden és Szalán hasonló volt, mindkét településen a reformátusok voltak többségben (1900-ban 184 fő és 232 fő). Felsőszend felekezeti aránya a 19–20. század fordulójára kiegyenlítődött, és a reformátusok kisebbségbe kerültek (katolikusok 42 fő, evangélikusok 51 fő, reformátusok 39 fő). Az alfabetizáció mindhárom faluban a század utolsó évtizedeiben gyorsult fel: 1880-ban a népesség 35–38%-a, 1900-ban 57–60%-a, a 6 éven felüliek 70–73%-a tudott írni és olvasni.
A falvak határa és a földhasznosítás a 19. század második felében átalakult. A három településen réteket törtek fel, erdőket irtottak és alakították szántókká, ezáltal 1865 és 1895 között a szántóföld területe 1485 kataszteri holdról 1836 holdra (47%-ról 58%-ra) emelkedett, az erdőké 1122 holdról 710 holdra csökkent, a „jó bort” termő szőlőket viszont (1865-ben 81 hold) a filoxéra-járvány elpusztította. A legelők területe nem változott (a századfordulón 344 hold), és az extenzív állattartás a településeken belüli és a települések közötti gazdasági együttműködést (a társulást) mozdította elő. 1913-ban alakult meg Szala község, valamint Alsó- és Felsőszend állattenyésztőinek szövetkezete, melyek az állomány biztosítását, tenyészállatok beszerzését és legelők vásárlását vagy bérlését tűzték célul. (Az előbbi vezetője Jakab János református lelkész, az utóbbié Kováts Ferenc földműves volt.)
A jobbágyfelszabadítás előtt mindhárom faluban kisbirtokos nemesek éltek nagy számban, akik közül többen az 1850-es, 1860-as években eladósodtak és a birtokukat is elvesztették. Szalán Jeney Miklós a Kohn Hermanntól kapott kölcsönt nem tudta visszafizetni, ezért a határ különböző dűlőiben szétszórtan fekvő, összesen 15 vékás szántóból és fél embervágó rétből álló ingatlanát elárverezték. A nagyobb birtokosok a század végén Felsőszenden özvegy Pamlényi Lászlóné 450 holddal, Szalán Külkey Nándor 640 holddal, Tolnay Lajosné 103 holddal rendelkezett. A Külkey és Tolnay család egymással is rokonságban állt. Tolnay Lajos és Szőke Eszter fia Tolnay Imre (foglalkozása szerint körzeti orvos) először Külkey Nándor és Schiffer Apollónia nagyobbik lányát, Külkey Máriát vette feleségül, majd Mária halálát követően pedig annak húgát Külkey Ilonát.  A falusi kisvállalkozók a jövedelmüket a földbe fektették: az alsószendi kocsmáros, Friedmann Sámuel például 1895-ig 125 holdat vásárolt.

### 20-21. század
Szalaszend 1936-ban három község egyesítésével jött létre. Azt megelőzően Alsószend, Felsőszend és Szala önálló települések voltak.
1910-ben mindhárom falu Abaúj-Torna vármegye Szikszói járásához tartozott. Alsószend 855 kat. holdon (= 492 hektár) terült el, lakosainak száma 234 volt. A teljes egészében magyar anyanyelvű községben a 172 fős református felekezet volt meghatározó, római katolikus hívő 46, izraelita 16 élt a településen. Felsőszend területe kisebb, 741 kat. hold (= 426 hektár) volt, mely 186 fős, szintén magyar nyelvű, de vallásilag színesebb népességet tartott el. Itt a 77 fős római katolikus közösség dominált, mellette 44 református, 43 evangélikus, 12 izraelita és 10 görögkatolikus élt a községben. A három település közül Szala bírt a legnagyobb kiterjedéssel és lélekszámmal: 1 559 kat. holdon (= 897 hektár) 384 volt a lakosok száma. A magyar anyanyelvűek aránya itt is százszázalékos volt, s Alsószendhez hasonlóan a – 244 lelkes – református felekezet volt a legnépesebb. A római katolikus hívők száma 92, az izraelitáké 21, a görögkatolikusoké 14 és az evangélikusoké 13 volt.
A községek lakosságának jelentős többsége – különösen Alsó- és Felsőszenden – a mezőgazdaságban talált megélhetést. A 20. század elején a terület birtokosai Edelényi Árpád miniszteri tanácsos és Kállay Ubul Csík vármegyei főispán voltak. Az első világháborús harcok az aprófalvakat sem kímélték. A hadba vonultak közül hősi halált halt Bacsó András, Csehi András, Gáspár István, Kiss András, Kiss János, Kovács János, Kovács József, Tahi András, Tahi Miklós, Tresza József, Varga István, Varga Pál és Varga Tamás.
A vesztes első világháborút lezáró trianoni békeszerződés közigazgatási változásai következtében mindhárom település az Encsi járás része lett. A háborús esztendők ellenére a községek lélekszáma növekedett: 1920-ban Alsószenden 268, Felsőszenden 192 és Szalán 423 lakost rögzített a statisztika. Az itt élők változatlanul magyar anyanyelvűek voltak, mindössze Szala esetében szerepelt egyetlen fő az egyéb anyanyelvű kategóriában. Vallási téren az alsószendi és szalai református közösségek tovább gyarapodtak (205 és 289 főre), s a felsőszendi római katolikusok is megtartották vezető szerepüket csökkenő létszámuk (65 fő) ellenére. Jelentős visszaesés következett be továbbá az alsószendi izraeliták esetében (2 fő), miközben a görögkatolikusok jelenléte mindhárom településen növekedett, sőt Alsószenden új felekezetként 9 fővel tűntek fel (Felsőszenden 24, Szalán 19 volt a számuk). 1941-ben a már egyesített Szalaszend népességszáma 910 volt, ami növekedést jelentett a 20 évvel korábbi összesített adatokhoz képest, s a magyar lakosok mellett mindössze 2 szlovák anyanyelvű élt a faluban. A település vezető felekezete 550 hívővel a református lett, amit 220 fővel követett a római katolikus. Az evangélikusok 63, a görögkatolikusok 62, az izraeliták pedig 15 fővel képviseltették magukat.

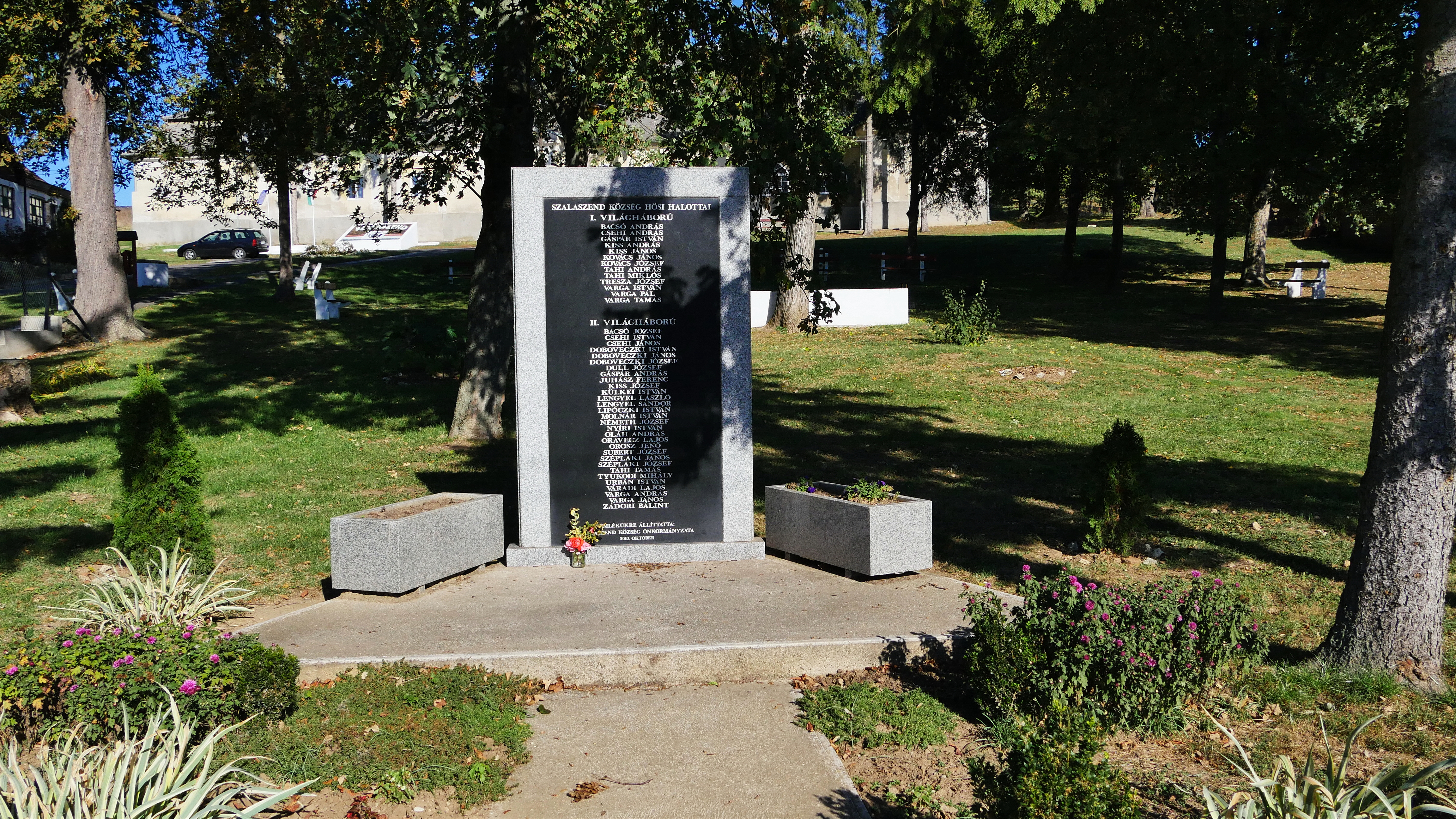
Az I. és a II. világháború szalaszendi áldozatainak emlékműve

A két világháború között Alsószendnek és Szalának is volt református temploma és református elemi iskolája. A templomok 1936-ban új harangokat kaptak. A földbirtokosok köre a három község vonatkozásában hasonló volt. A legnagyobb területtel Kállay Ubul rendelkezett, aki mindhárom településen többszáz hold földet birtokolt. Bérlőként vagy birtokosként hasonlóképp volt jelen Gomba László. Rajtuk kívül Pamlényi Lászlóné rendelkezett nagybirtokkal Felsőszenden és Szalán, Külkey Gyula és örökösei, valamint Tolnai Gyula pedig szalai földeket birtokoltak. Külkey kezdeményezésére 1920-ban Hangya szövetkezet alakult Szalán, ami 1921-ben 2 millió koronás forgalmat bonyolított.
A második világháború eredményeképpen Szalaszend hősi halottainak száma tovább növekedett. Életét vesztette Bacsó József, Csehi István, Csehi János, Doboveczki István, Doboveczki János, Doboveczki József, Dull József, Gáspár András, Juhász Ferenc, Kiss József, Külkei István, Lengyel László, Lengyel Sándor, Lipóczki István, Molnár István, Németh József, Nyíri István, Oláh András, Oravecz Lajos, Orosz Jenő, Subert József, Széplaki János, Széplaki József, Tahi Tamás, Tyukodi Mihály, Urbán István, Váradi Lajos, Varga András, Varga János és Zádori Bálint. A holokauszt áldozatai is növelték a veszteségeket: Friedman Herman, Friedman Hermanné, Friedman József, Friedman Erzsébet, Friedman Klára, Fischer Géza, Fischer Gézáné, Fischer László, Fischer Ilona, Grosz Lajos, Grosz Lajosné, Guttman Sándor, Guttman Sándorné, Weisz Elza és Weisz Regina.
Szalaszend lakói számára 1944. december 17-én ért véget a második világháború. Az 1949. évi népszámlálás 1047 lelket talált a községben, kiknek többsége, 59,7%-a, továbbra is református hívő volt. Őket követték a római katolikusok 27,3%-kal, a görögkatolikusok 7,0%-kal és az evangélikusok 5,5%-kal. A lakosság 0,5%-a felekezeten kívüliként nyilatkozott. A szocializmus idején a falu népességszáma 1960-ig nőtt, majd mérsékelt fogyást mutatott. 1990-ben 1140 fős volt a lakónépesség.
A gazdaság szocialista átalakulása következtében Szalaszenden is termelőszövetkezet alakult 1952-ben, de a tény, hogy a települést három, eredetileg különálló községből hozták létre, megosztotta a lakosságot. Az alsó- és felsőszendiek nem szívelték a szalaiakat, de kettejük között is volt torzsalkodás. 1960 januárjában arról folyt a vita, hogy egy, kettő, vagy három téeszt alakítsanak. Végül Alsó- és Felsőszend létrehozta a II. Rákóczi Ferencről elnevezett társulást Tóth József, Szala pedig az Egyetértés téeszt Németh László elnökletével. A két szövetkezet összesen több, mint 220 családot tömörített. Néhány évvel később megalakult a Báthory Mg. tsz., ami elsősorban szántóföldi növénytermesztéssel, állattenyésztéssel és almatermeléssel foglalkozott.
Az 1956-os forradalmi események hatására Szalaszenden október 28-án felvonulást tartottak, majd tizenegy tagból álló munkástanács alakult valószínűleg Tóth József vezetésével. Büdi Nándor parancsnoksága alatt nemzetőrséget is felállítottak a rendfenntartás céljából. Az eseményeket Medgyasszay Pál, korábbi református lelkész irányította, s így került sor Turós István tanácselnök leváltására. A munkástanács november 9-én mondott le arra való hivatkozással, hogy nem tud eleget tenni a Megyei Forradalmi Munkás-Paraszt Kormány utasításának, amely a kormány elismeréséhez kötötte a működés engedélyezését. Turós végül 1957 januárjában kapta vissza pozícióját. Felelősségre vonás két esetben történt. Február 16-án letartóztatták, majd börtönbüntetésre ítélték Varga Lajos állatorvos szaksegédet lőszerrejtegetés és izgatás vádjával. Kovács Lajost pedig a járási és a községi tanácsból is visszahívták, mert a vád szerint „letépte a munkásság nemzetközi zászlaját”.
A szocializmus idején az egykori Külkey kastély új funkciókat kapott: művelődési otthont, klubot, könyvtárt és párthelyiséget működtettek benne. Volt a községben mozi is, a villamosítás 1958-ban valósult meg. Óvoda 1978-ban létesült és új tantermekkel bővült az általános iskola, de nőtt a diákok és a tanárok száma is. Az 1945/46-os tanév 188 fős tanulói létszáma 1965/66-ra 230 főre emelkedett, s ekkor már 4 osztályteremben 10 tanár végezte az oktatást.
A második világháború utáni közigazgatási átszervezés eredményeképpen 1950-től Szalaszend Borsod-Abaúj-Zemplén megye Encsi járásának felsőmérai körjegyzőségéhez tartozott Alsómérával és Felsőmérával együtt. 1977-ben Szalaszend központtal alakult Fájt, Fulókércset, Litkát, Szemerét és Szalaszendet magában foglaló községi közös tanács, melyet 1984-től Encs városkörnyéki községgé nyilvánítottak.

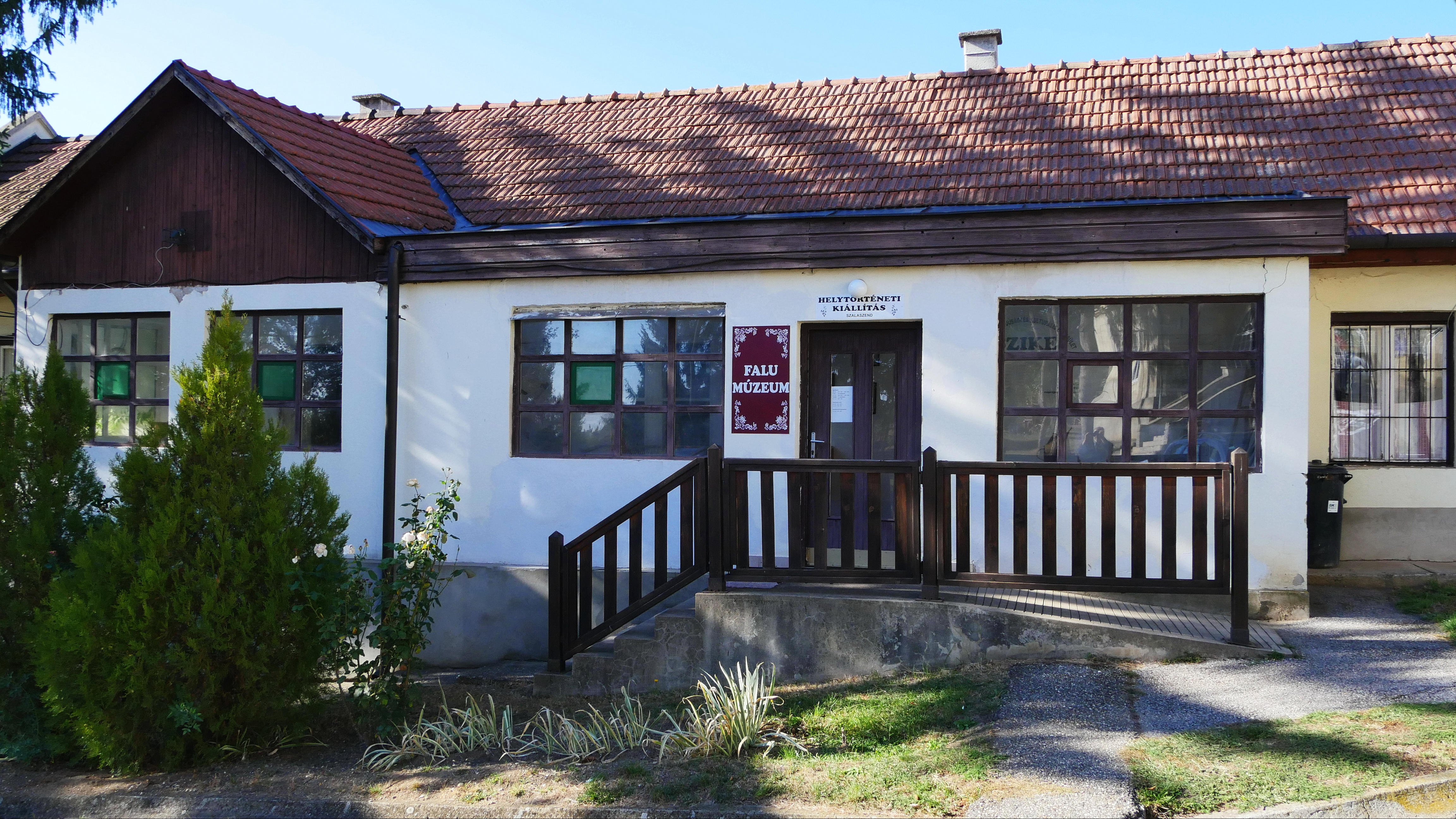
Falumúzeum

A szocializmus idején jellemző lassú népességfogyás a rendszerváltás óta eltelt évtizedekben folytatódott. 2020. január 1-én 991 fő volt a község lakónépessége. A 2011. évi népszámlálás alkalmával a lakosság 88,7%-ban magyarnak, 14,4%-ban cigánynak, 0,1–0,1%-ban románnak, szlováknak és egyéb nemzetiségűnek vallotta magát, míg 11,3% nem adott választ. Vallási tekintetben a 28,0%-os jelenlét a reformátusok mérsékelt fölényét biztosította, a római katolikusok 24,5%-os reprezentációt, a görögkatolikusok 4,6%-ot, az evangélikusok 2,0%-ot, az egyéb felekezethez tartozók pedig 1,8%-ot tudtak felmutatni. Ugyanakkor 11,0% felekezeten kívülinek mondta magát, míg 28,1% nem élt a válaszadás lehetőségével.
Szalaszend népessége elöregedő, a romák aránya kb. 30%-os, és a munkanélküliség országos átlag feletti. Ipari létesítmények hiányában az itt élők számára egy kisebb fatelep nyújt munkalehetőséget, valamint az önkormányzat által létesített sertésól, tyúktelep, fóliasátor és tésztaüzem. A nehézségek leküzdését a község nyertes pályázatai segítik. A tornateremmel, sportpályával és könyvtárral rendelkező Szalaszendi Körzeti Általános Iskolában 1–8. évfolyamon folyik az oktatás, és 2005 óta művészeti alapiskolai oktatás keretében táncoktatás is zajlik. A felújított napköziotthonos óvoda két csoportban fogadja a gyermekeket, és várhatóan 2022 őszén fog átadásra kerülni az új, 28 férőhelyes bölcsőde. A faluban a művelődés központja manapság is a Külkey-kastély, ami művelődési házként funkcionál, kulturális rendezvények helyszíne, és házasságkötő terem is helyet kapott benne. 2017 óta évente kerül megrendezésre a községben a Szalaszendi Elszármazottak Találkozója.
Szalaszend önálló háziorvosi rendelővel rendelkezik, és az itteni orvos és védőnő látja el Fáj, Fulókércs, Litka és Szemere lakosságát is. Fog-, gyermek- és szakorvosi ellátásra azonban Encsen van lehetőség, míg a legközelebbi kórház Szikszón, mintegy 32 km-re található. Vasútállomás Mérán, 3 km-re érhető el. 2013 óta a település közös önkormányzati hivatal székhelye, melyhez Szalaszend mellett Alsógagy, Baktakék, Beret, Detek, Fáj, Litka és Szemere tartozik. Szalaszenden roma nemzetiségi önkormányzat működik.

## Közélete

### Polgármesterei
- 1990–1994: Varkoly Bertalan (független)[108]
- 1994–1998: Varkoly Bertalan Zoltán (független)[109]
- 1998–2002: Varkoly Bertalan Zoltán (független)[110]
- 2002–2006: Verpecz István (független cigány kisebbségi)[111]
- 2006–2010: Verpecz István (független)[112]
- 2010–2013: Verpecz István (független)[113]
- 2013–2014: Dr. Tóth István (független)[114]
- 2014–2015: Dr. Tóth István (független)[115]
- 2015–2019: Dr. Tóth István (független)[116]
- 2019–2024: Dr. Tóth István (független)[117]
- 2024– : Verpecz István (független)[1]

A településen a 2002. október 20-án megtartott önkormányzati választás érdekessége volt, hogy az országos átlagot jóval meghaladó számú, összesen 7 polgármesterjelölt indult. Ilyen nagy számú jelöltre abban az évben az egész országban csak 24 település lakói szavazhattak, ennél több (8 vagy 10) aspiránsra pedig hét másik településen volt példa.
2013. szeptember 8-án időközi polgármester-választást tartottak Szalaszenden, az előző polgármester lemondása miatt. Lemondása ellenére Verpecz István is elindult a választáson, de három jelölt közül csak a második helyet érte el.
Alig két évvel később, 2015. október 18-án már másodjára került sor időközi polgármester-választásra Szalaszenden, ezúttal is lemondás miatt. Döntése ellenére dr. Tóth István elindult a választáson, és négy jelölt közül meg is nyerte azt.

## Népesség
| Az 1787. évi népszámlálás adatai | Az 1787. évi népszámlálás adatai | Az 1787. évi népszámlálás adatai | Az 1787. évi népszámlálás adatai | Az 1787. évi népszámlálás adatai | Az 1787. évi népszámlálás adatai |
|                                  | Ház                              | Lakos                            | Nemes (ffi)                      | Pap                              | Zsidó                            |
| -------------------------------- | -------------------------------- | -------------------------------- | -------------------------------- | -------------------------------- | -------------------------------- |
| Szala                            | 68                               | 450                              | 35                               | 1                                | 73                               |
| Felsőszend                       | 33                               | 164                              | -                                | -                                | 4                                |
| Alsószend                        | 44                               | 282                              | 15                               | 1                                | 14                               |

A település népességének változása:
| Lakosok száma | 1081 | 1049 | 1064 | 982  | 1006 | 1002 | 1017 |
|               | 2013 | 2014 | 2015 | 2021 | 2022 | 2023 | 2024 |

A 2011-es népszámlálás során a lakosok 88,7%-a magyarnak, 14,4% cigánynak mondta magát (11,3% nem nyilatkozott; a kettős identitások miatt a végösszeg nagyobb lehet 100%-nál). A vallási megoszlás a következő volt: római katolikus 24,5%, református 28%, görögkatolikus 4,6%, evangélikus 2%, felekezeten kívüli 11% (28,1% nem válaszolt).
2022-ben a lakosság 92,4%-a vallotta magát magyarnak, 23,1% cigánynak, 2,1% szlováknak, 0,2% németnek, 0,2% ukránnak, 0,1% lengyelnek, 0,7% egyéb, nem hazai nemzetiségűnek (6,3% nem nyilatkozott; a kettős identitások miatt a végösszeg nagyobb lehet 100%-nál). Vallásuk szerint 13,8% volt római katolikus, 20,6% református, 4,6% görög katolikus, 1,3% egyéb keresztény, 1% evangélikus, 4,4% felekezeten kívüli (54,2% nem válaszolt).

## Nevezetességei

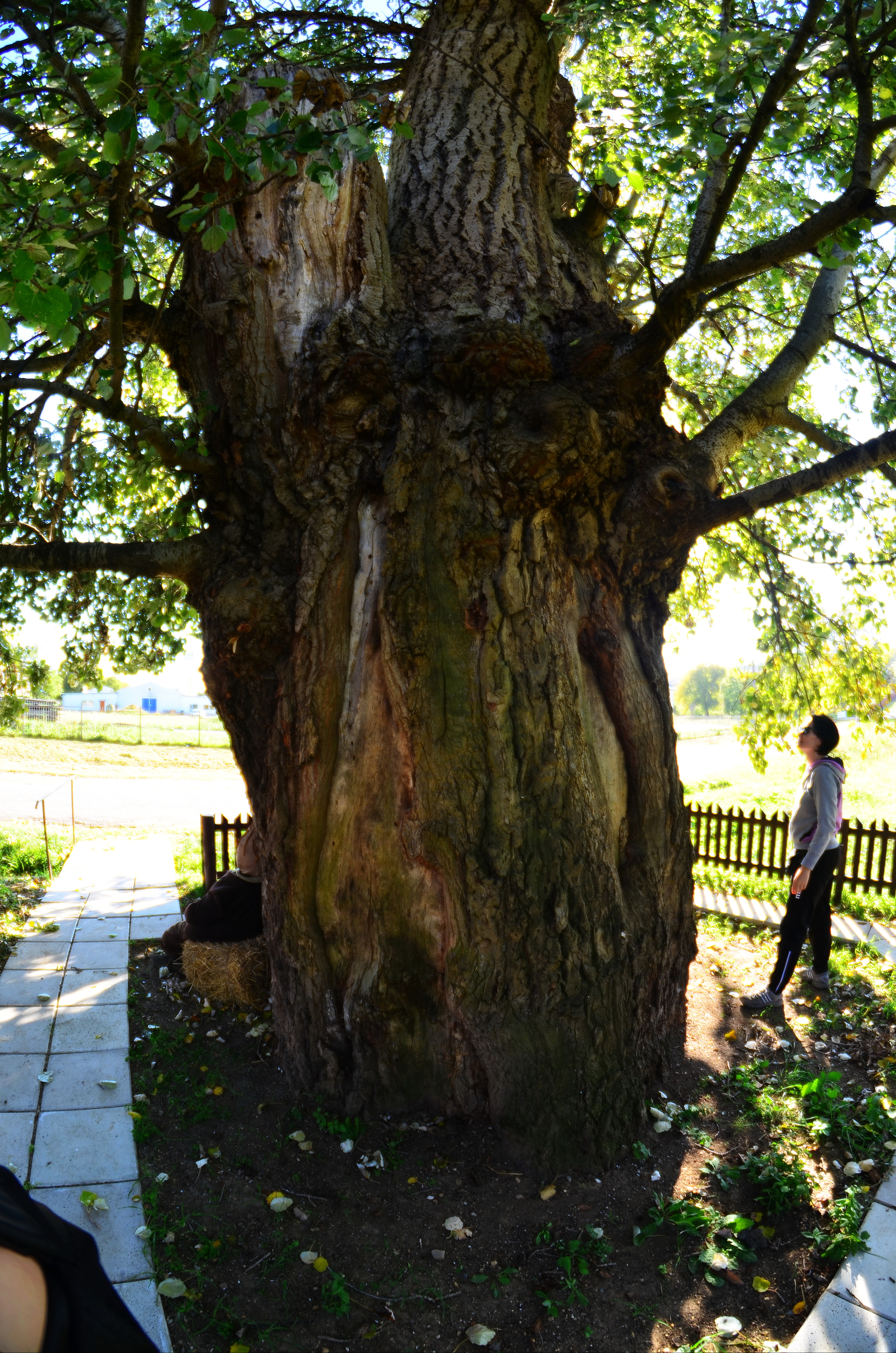
250 éves topolyafa

- Református templom: az egykori Alsószend területén, gótikus stílusú a 15. századból.
- Református templom: az egykori Szala területén, festett famennyezettel.
- Külkey-kastély: a 18. század végéről, ma művelődési intézmények vannak benne. Késő barokk stílusban épült, 18. század végén került átalakításra,  a 18. század végi újításakor nyerte el jelenlegi formáját. Utcai homlokzatában beüvegezett, kosáríves tornác látható, az épületen belül fiókos kolostorboltozatok fedik le a helyiségeket. Az épületben korábban polgármesteri hivatal is üzemelt, ma az udvar egyik melléképülete ad otthont a szalaszendi helytörténeti kiállításnak. A kastéyt tévesen Hönig-kastélynak nevezik. Az elnevezés vélhetően onnan ered, hogy első feleségének, Külkey Lenkének a halálát követően Henkey-Hőnig Józsefre szállt.  A helyes elnevezés sokkal inkább a Külkey kastély, hiszen legtöbb ideig (a 19. század második felében és a 20. század első felében, 1944 végéig) ez a család élt benne. A család első generációjának tagja Külkey Nándor, aki még a felvidéki Bártfán született, édesapja Külkey János, aki Bártfán városi tanácsnok[123] édesanyja Rokiczki Klára. Arról nincsenek információk, hogy kitől és milyen módon került az épület a családhoz. Érdekesség, hogy a családnak az anyakönyvekben kijárt a "tekintetes úr/asszony" megnevezés, viszont legjobb tudomásunk szerint nemesi címmel nem rendelkeztek, hiszen Külkey Nándor egy felvidéki polgári családból származott.
- 250 éves topolyafa: az élelmiszerbolt mellett áll a 28 (néhány éve még 40) méter magas fekete nyár, vagyis topolya. Törzsének átmérője 2,3 méter, kerülete 7,5 méter. Valaha Felsőszend és Szala határát jelezte, de katonai térképeken 1869 óta tájékozódási pontként szerepel.[124]

## A település szülöttei
- Kállay Ubul (1875, Oros – 1952, Sződ): a nagykállói Kállay család leszármazottja. Igazgató-választmányi tagja volt a Magyar Heraldikai és Genealógiai Társaságnak, főispánja Csík vármegyének (1906–1909) és alelnöke a Magánalkalmazottak Biztosító Intézetének. Foglalkozott családtörténettel és címertannal, tanulmányai a Turul című folyóiratban jelentek meg. Alsó-és Felsőszenden és Szalán kívül birtokai voltak még Nagykállóban, Oroson, valamint Hangács és Homrogd községekben.[125]
- Dr. Túrós András, volt országos rendőrfőkapitány